# Mallacoota (ort i Australien)
Mallacoota är en ort i Australien. Den ligger i kommunen East Gippsland och delstaten Victoria, omkring 420 kilometer öster om delstatshuvudstaden Melbourne. Antalet invånare är 972.
Trakten är glest befolkad. Det finns inga andra samhällen i närheten. 
Genomsnittlig årsnederbörd är 1 214 millimeter. Den regnigaste månaden är juni, med i genomsnitt 236 mm nederbörd, och den torraste är juli, med 42 mm nederbörd.

## Bildgalleri

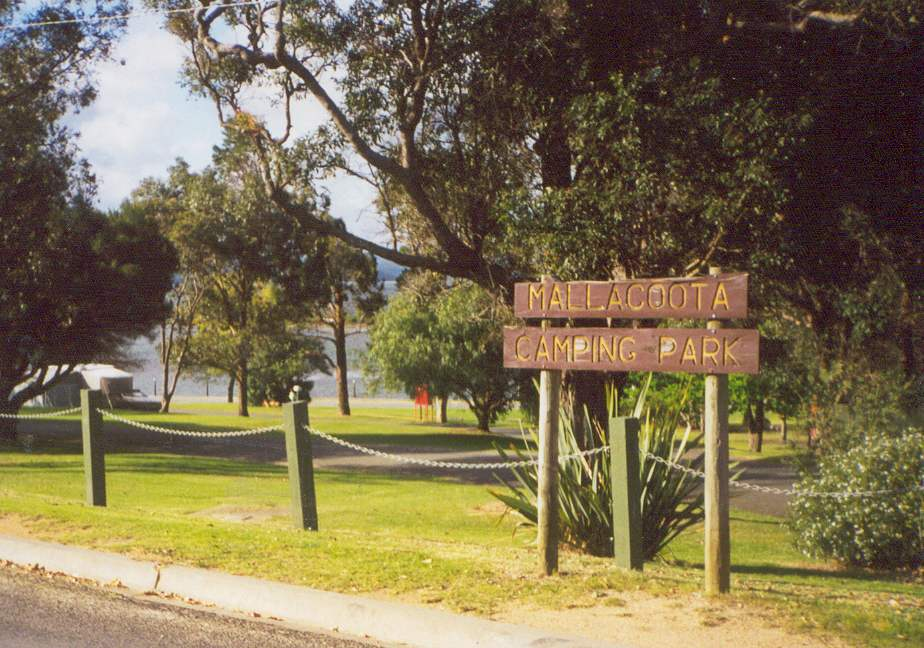
Mallacoota Camping Park
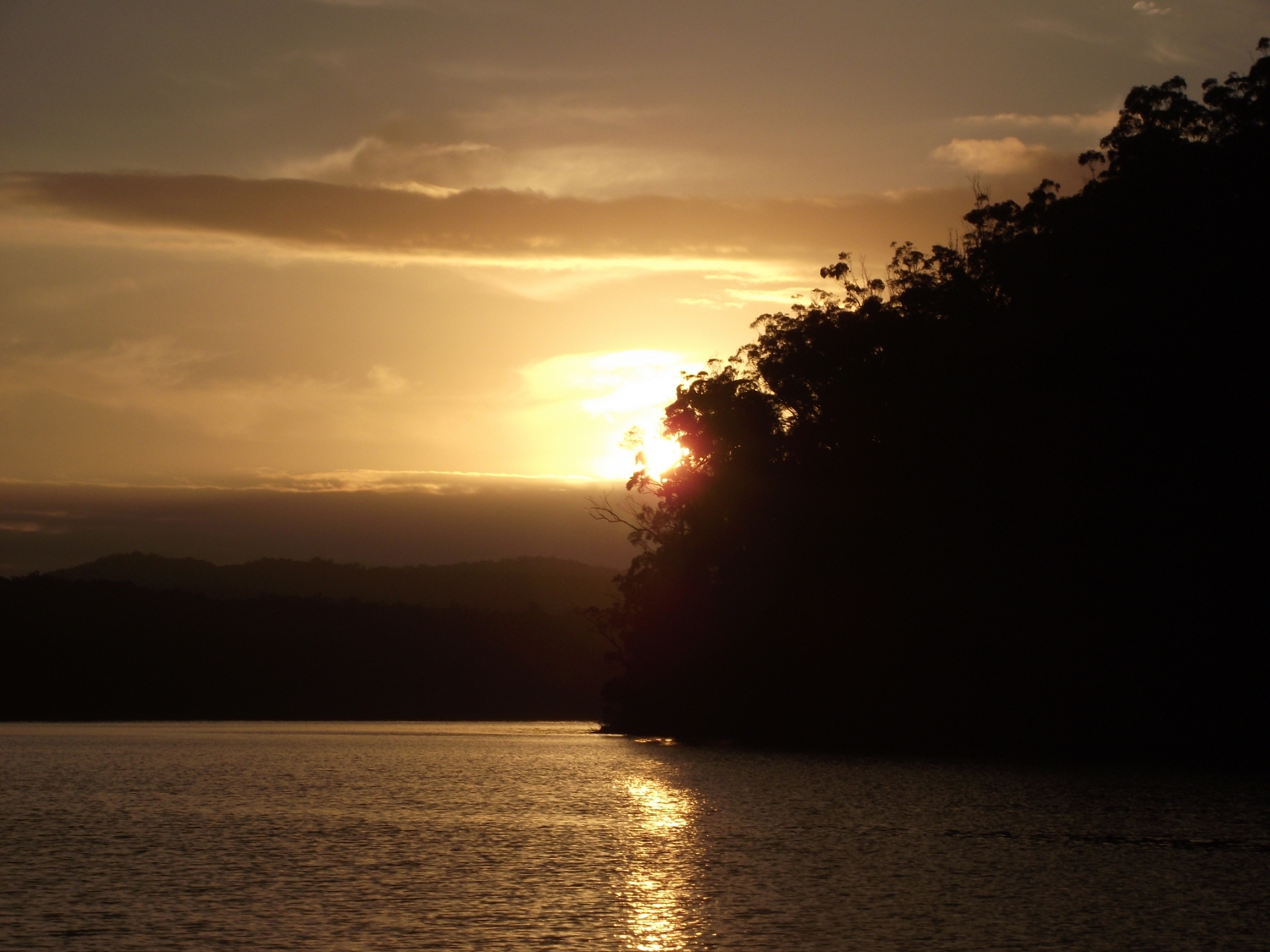
Solnedgång vid Mallacootasjön